# Onthophagus sarawacus
Onthophagus sarawacus là một loài bọ cánh cứng trong họ Bọ hung (Scarabaeidae).